# Koshisaurus
Koshisaurus ("ještěr z Koshi") byl rod hadrosauroidního ornitopodního dinosaura z raně křídového období (věk barrem až alb, asi před 128 až 100 miliony let). Fosilie tohoto býložravého ptakopánvého dinosaura byly objeveny na území prefektury Fukui (ostrov Honšú, Japonsko). Formálně byl druh K. katsuyama popsán roku 2015.

## Popis
Tento hadrosauroid se lišil v některých anatomických znacích od jiných známých zástupců (například přítomností předočnicových otvorů na lebce a rýh na premaxilárních zubech). Představuje důkaz, že hadrosauroidi z východního okraje Asie byli ve spodní křídě více rozšíření a měli větší druhovou rozmanitost, než se dosud vědci domnívali. Jednalo se o menšího ornitopoda, který dosahoval délky zhruba do 5 metrů a hmotnosti v řádu několika stovek kilogramů.

## Zařazení
Koshisaurus byl vývojově primitivním hadrosauroidem, který měl blízko k rodům Equijubus, Xuwulong, Jinzhousaurus a Altirhinus. Zmíněné rody však byly vývojově vyspělejší.